# Saison 1953-1954 du Football Club auscitain
La saison 1953-1954 du Football Club auscitain voit le FC Auch évoluer en première division.
Auch est éliminé en seizième de finale par Montferrand pourtant largement battu au stade Mathalin.
En fin de saison, le deuxième ligne Henri Lazies obtient sa première sélection en équipe de France le 12 septembre contre l’Argentine à Bueno Aires mais signe dans la foulée pour le Stade toulousain.
C’est le deuxième international de l’histoire du club, 18 ans après le talonneur Marcel Laurent.
Il obtiendra quatre sélections au total.

## Les matchs de la saison
Invaincu à domicile, Auch termine 1er de sa poule avec 22 points soit 5 victoires, 2 nuls et 3 défaites.

### À domicile
- Auch-Montferrand 13-3
- Auch-Lavelanet 3-3
- Auch-Biarritz 22-6
- Auch-Castres 0-0 : grâce à ce match nul disputé par une température de -6 degrés, le FCA se qualifia aux dépens de son adversaire du jour.
- Auch-Le Boucau 17-6

### À l’extérieur
- Montferrand-Auch 6-0 : deux semaines avant de retrouver Auch en seizième de finale du championnat, l'ASM prit sa revanche par rapport au match aller.
- Lavelanet-Auch 3-8
- Biarritz-Auch 19-5
- Castres-Auch 11-3
- La Boucau-Auch 0-11

## Seizièmes de finale
Les équipes dont le nom est en caractères gras sont qualifiées pour les huitièmes de finale. 
| Équipe 1           | Équipe 2              | Résultat |
| ------------------ | --------------------- | -------- |
| FC Grenoble        | SC Mazamet            | 14-12    |
| SU Agen            | SC Tulle              | 11-0     |
| CS Vienne          | TOEC                  | 12-3     |
| Section paloise    | Racing club de France | 8-3      |
| US Romans          | US Bergerac           | 8-3      |
| US bressane        | Stadoceste tarbais    | 10-6     |
| USA Perpignan      | Stade niortais        | 18-0     |
| Stade toulousain   | RC Toulon             | 14-0     |
| US Cognac          | SC Albi               | 6-3      |
| Biarritz olympique | Stade lavelanétien    | 15-0     |
| AS Béziers         | US Dax                | 11-6     |
| SC Angoulême       | Paris université club | 6-3      |
| FC Lourdes         | Stade bagnérais       | 27-0     |
| Roanne             | Stade montois         | 8-6      |
| AS Montferrand     | FC Auch               | 8-3      |
| US Carmaux         | CA Périgueux          | 8-0      |

L'essai tardif de Bernadet ne changea pas le cours du match et Auch fut éliminé dès les seizièmes de finale.

## Coupe de l’Espérance
- Demi-finale : Tulle-Auch 11-3

## Effectif
- Arrière : Charria
- Ailiers :
- Centres :
- Ouvreur : René Monsarrat
- Demis de mêlée :
- Troisième ligne centre :
- Troisièmes lignes aile : Justumus
- Deuxièmes lignes :
- Talonneur :
- Piliers :